# Ölseruds socken
Ölseruds socken i Värmland ingick i Näs härad, ingår sedan 1971 i Säffle kommun och motsvarar från 2016 Ölseruds distrikt.
Socknens areal är 49,50 kvadratkilometer varav 49,42 land. År 2000 fanns här 204 invånare. Sockenkyrkan Ölseruds kyrka ligger i socknen.   

## Administrativ historik
Socknen har medeltida ursprung.
Vid kommunreformen 1862 övergick socknens ansvar för de kyrkliga frågorna till Ölseruds församling och för de borgerliga frågorna bildades Ölseruds landskommun. Landskommunen uppgick 1952 i Värmlandsnäs landskommun som 1971 uppgick i Säffle kommun. Församlingen uppgick 2010 i Södra Värmlandsnäs församling.
1 januari 2016 inrättades distriktet Ölserud, med samma omfattning som församlingen hade 1999/2000. 
Socknen har tillhört län, fögderier, tingslag och domsagor enligt vad som beskrivs i artikeln Näs härad. De indelta soldaterna tillhörde Värmlands regemente och Näs kompani.

## Geografi
Ölseruds socken ligger tvärs över mellersta delen av Värmlandsnäs med Vänern i både öster och väster. Socknen är ett flackt slättland med skogsbygd i öster.

## Fornlämningar
Från stenåldern finns två hällkistor. Från bronsåldern finns spridda gravrösen. Från järnåldern finns några stensättningar, gravar, en domarring och två fornborgar, Villkorsbergets fornborg och Vikelåsen.

## Namnet
Namnet skrevs 1354 Øluærsrudh och kommer troligen från prästgården. Efterleden är rud, 'röjning'. Förleden innehåller mansnamnet Ölver.

## Befolkningsutveckling
| Befolkningsutvecklingen i Ölseruds socken 1750–1990                                                      | Befolkningsutvecklingen i Ölseruds socken 1750–1990 | Befolkningsutvecklingen i Ölseruds socken 1750–1990 | Befolkningsutvecklingen i Ölseruds socken 1750–1990 | Befolkningsutvecklingen i Ölseruds socken 1750–1990 |
| --- | --------------------------------------------------- | --------------------------------------------------- | --------------------------------------------------- | --------------------------------------------------- |
| |                                                     |                                                     |                                                     |                                                     |
| År |                                                     |                                                     | Folkmängd                                           |                                                     |
| 1750 | 1750                                                |                                                     | 447                                                 |                                                     |
| 1760 | 1760                                                |                                                     | 424                                                 |                                                     |
| 1769 | 1769                                                |                                                     | 489                                                 |                                                     |
| 1780 | 1780                                                |                                                     | 486                                                 |                                                     |
| 1790 | 1790                                                |                                                     | 451                                                 |                                                     |
| 1800 | 1800                                                |                                                     | 464                                                 |                                                     |
| 1810 | 1810                                                |                                                     | 489                                                 |                                                     |
| 1820 | 1820                                                |                                                     | 540                                                 |                                                     |
| 1830 | 1830                                                |                                                     | 575                                                 |                                                     |
| 1840 | 1840                                                |                                                     | 666                                                 |                                                     |
| 1850 | 1850                                                |                                                     | 823                                                 |                                                     |
| 1860 | 1860                                                |                                                     | 917                                                 |                                                     |
| 1870 | 1870                                                |                                                     | 916                                                 |                                                     |
| 1880 | 1880                                                |                                                     | 941                                                 |                                                     |
| 1890 | 1890                                                |                                                     | 724                                                 |                                                     |
| 1900 | 1900                                                |                                                     | 669                                                 |                                                     |
| 1910 | 1910                                                |                                                     | 650                                                 |                                                     |
| 1920 | 1920                                                |                                                     | 554                                                 |                                                     |
| 1930 | 1930                                                |                                                     | 481                                                 |                                                     |
| 1940 | 1940                                                |                                                     | 408                                                 |                                                     |
| 1950 | 1950                                                |                                                     | 349                                                 |                                                     |
| 1960 | 1960                                                |                                                     | 308                                                 |                                                     |
| 1970 | 1970                                                |                                                     | 243                                                 |                                                     |
| 1980 | 1980                                                |                                                     | 209                                                 |                                                     |
| 1990 | 1990                                                |                                                     | 210                                                 |                                                     |
| Anm: Källor: Umeå universitet - Tabellverket 1749-1859, Demografiska databasen, CEDAR, Umeå universitet. |                                                     |                                                     |                                                     |                                                     |